# Teatro Argentina

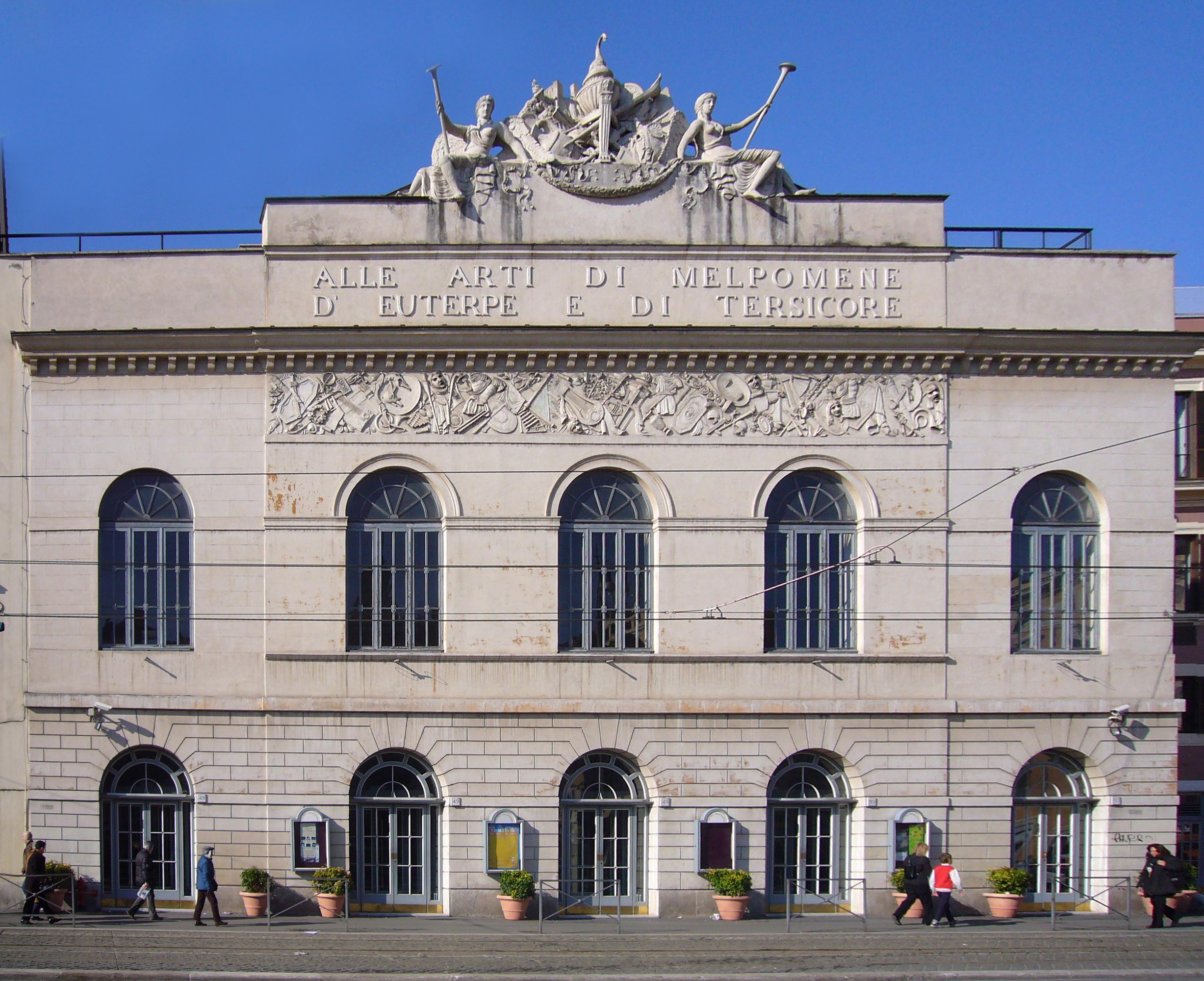
Teatro Argentina

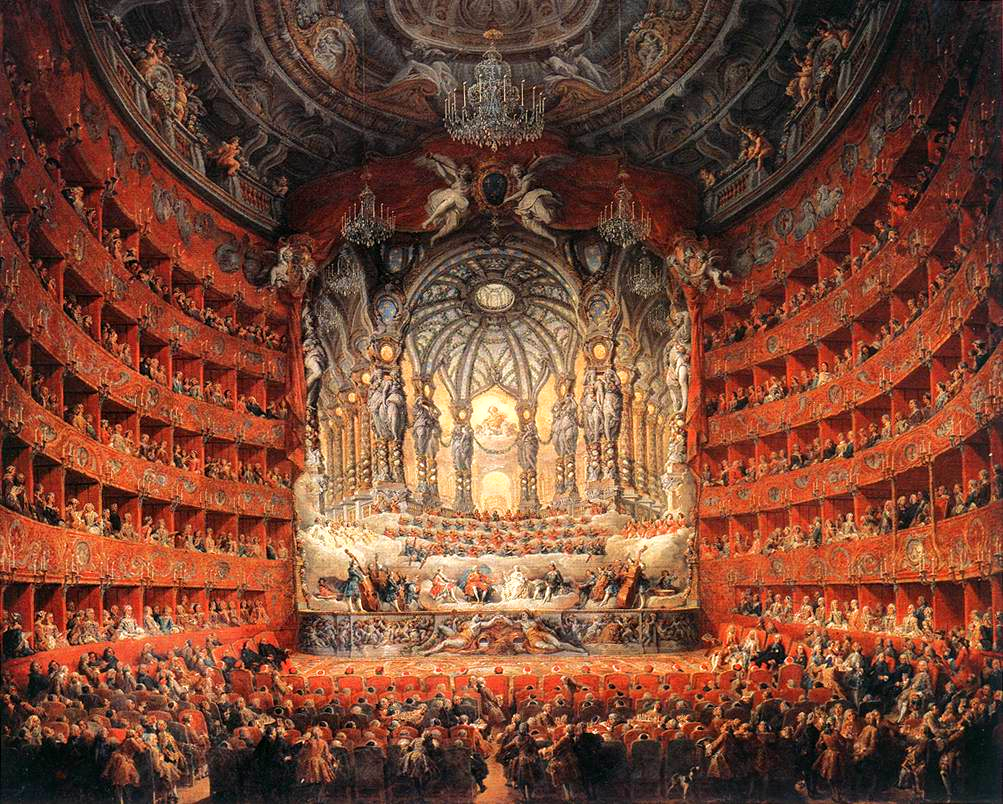
Festvorstellung 1747

Das Teatro Argentina in Rom befindet sich am Largo di Torre Argentina und ist eines der wichtigsten Theater der italienischen Hauptstadt.

## Geschichte
Das Teatro Argentina, eines der ältesten Theater in Rom, wurde am 31. Januar 1732 mit der Oper Berenice von Domenico Sarro eingeweiht. Am 20. Februar 1816 fand hier die Uraufführung des Barbiers von Sevilla von Rossini statt. Die Premiere war zwar ein Fiasko, doch in den folgenden Aufführungen wurde die Oper zu einem immer größeren Erfolg. Auch einige Opern von Saverio Mercadante und Giuseppe Verdis Opern I due Foscari und La battaglia di Legnano wurden hier uraufgeführt.
Heute dient das Teatro Argentina als Sprechtheater sowie zur Aufführung von Opern und Sinfonien. Das Innere des Hauses beherbergt ein Theatermuseum (Museo Storico del Teatro) mit einem Bilder- und Dokumentenarchiv.